# Xenija Iwanowna Sadorina
Xenija Iwanowna Sadorina (russisch Ксения Ивановна Задорина, engl. Transkription Kseniya Zadorina;) (* 2. März 1987 in Moskau, damals Russische SFSR, UdSSR) ist eine russische Sprinterin.

## Erfolge
2005 siegte Sadorina bei den Junioreneuropameisterschaften in Kaunas mit der 4-mal-400-Meter-Staffel und wurde Zweite im 400-Meter-Lauf. Bei den Juniorenweltmeisterschaften 2006 in Peking belegte sie über 400 Meter den vierten Platz. Im folgenden Jahr gewann sie sie bei den U23-Europameisterschaften in Debrecen die Goldmedaille in der Staffel und die Bronzemedaille im 400-Meter-Lauf. Bei den U23-Europameisterschaften 2009 in Kaunas verteidigte sie ihren Titel in der Staffel und verbesserte sich über 400 Meter auf den zweiten Platz.
Ab 2010 etablierte sich Sadorina im Erwachsenenbereich. Bei der Team-Europameisterschaft 2010 in Bergen trug sie mit dem ersten Platz in der 4-mal-400-Meter-Staffel zum Sieg Russlands in der Nationenwertung bei. Im selben Jahr war sie auch Mitglied der siegreichen russischen Staffel bei den Europameisterschaften in Barcelona, kam jedoch nur im Vorlauf zum Einsatz. Im Finale wurde sie durch Anastassija Kapatschinskaja ersetzt.
Bei den Halleneuropameisterschaften 2011 in Paris führte Sadorina die russische Staffel um Xenija Wdowina, Jelena Migunowa und Olga Krasnomowez als Startläuferin zu einem weiteren Sieg. Im 400-Meter-Lauf errang sie zudem die Bronzemedaille.
Im März 2013 gewann sie bei den Halleneuropameisterschaften 2013 im schwedischen Göteborg die Silbermedaille in der 4-mal-400-Meter-Staffel.